# Boswell's Corner
Boswell's Corner è un census-designated place (CDP) degli Stati Uniti d'America, situato nello stato della Virginia, nella contea di Stafford. Secondo il censimento del 2020 gli abitanti di Boswell's Corner ammontavano a 1 656.
La città si trova vicino alla base militare chiamata: Marine Corps Base Quantico.